# Raquel Rodriguez
 (juin 2021).
Victoria González (née le 12 janvier 1991 à La Feria (Texas)) est une catcheuse (lutteuse professionnelle) américaine d'origine mexicaine. Elle travaille actuellement à la World Wrestling Entertainment, dans la division Raw, sous le nom de Raquel Rodriguez.
Elle commence sa carrière en 2016 après avoir fait partie de l'équipe de basketball de l'université Texas A&M à Kingsville (en). Peu de temps après ses premiers combats dans des petites fédérations de catch du Texas, elle signe un contrat avec la WWE. Elle se retrouve mise sur le devant de la scène à partir de 2021 où elle remporte le tournoi Dusty Rhodes Women's Tag Team Classic (en) avec Dakota Kai. Elles deviennent toutes les deux les premières championnes par équipe de la NXT avant de devenir championne de la NXT.

## Jeunesse
Victoria González est la fille de Rick González, un catcheur connu seulement au Texas. Durant son enfance, elle accompagne son père avec toute la famille dans les différentes villes du Texas où il se produit. Au lycée et à l'université, elle fait partie des équipes de  basketball. À l'université, elle joue dans l'équipe de Texas A&M–Kingsville Javelinas (en).

## Carrière de catcheuse

### Débuts (2016)
Victoria González s'entraîne à l'America’s Academy of Pro Wrestling à Austin où elle apprend le catch auprès de George de la Isla. Elle fréquente aussi les écoles de catch de Richard Aleman et de Rudy Boy Gonzalez. Elle fait ses débuts en 2014 et lutte principalement dans des petites fédérations du Texas.

### World Wrestling Entertainment (2016-...)

#### Débuts et participation auMae Young Classic(2016-2018)
Le 25 octobre 2016, elle signe officiellement à la World Wrestling Entertainment. Elle fait ses débuts à la WWE le 20 janvier 2017 durant un spectacle non télévisée de NXT sous son vrai nom. Le 3 mai à NXT, González fait ses débuts télévisés en perdant une bataille royale déterminant la challenger pour le championnat féminin de la NXT.
En juillet 2017, la WWE annonce qu'elle va utiliser le nom de ring de Reina Gonzalez. Quelques jours après cette annonce, la WWE l'ajoute aux participantes du tournoi Mae Young Classic. Elle se fait éliminer dès le premier tour par Nicole Savoy dans le 4e épisode de cette émission télévisée diffusée le 28 août.
L'été suivant, elle prend part à ce tournoi où elle se fait sortir au premier tour par Kacy Catanzaro dans le 2e épisode diffusée le 12 septembre 2018,.

#### Changement de nom de ring et championne par équipes de laNXT(2020)
Le 14 février 2020, la WWE annonce que Victoria González change de nom de ring pour celui de Raquel González. Elle réapparaît à NXT deux jours plus tard et intervient dans le Street fight match opposant Dakota Kai et Tegan Nox en portant un chokeslam sur Nox depuis la troisième corde, permettant à Kai de remporter le match. González devient alors la garde du corps de Kai, l'aidant à remporter ses matches.
Le 7 juin à NXT TakeOver: In Your House, elle perd avec Candice LeRae et Dakota Kai un match par équipes face à Mia Yim, Tegan Nox et Shotzi Blackheart. Le 14 octobre, González défie Rhea Ripley à NXT: Halloween Havoc (en). Deux semaines plus tard à Halloween Havoc, elle ne parvient pas à vaincre Ripley. À la suite de cela, Kai et González deviennent les rivales de Shotzi Blackheart et Rhea Ripley. Cela mène à l'annonce plus tard d'un Wargames match entre l'équipe de Blackheart et l'équipe de Candice LeRae à laquelle sont incluses Raquel et Kai. Le 2 décembre à NXT, Blackheart bat Raquel au cours d'un match  de l'échelle déterminant quelle équipe aura l'avantage lors du Wargames match à la suite d'une intervention de Io Shirai. Le 6 décembre lors de NXT TakeOver: WarGames (2020), l'équipe Candice (Raquel, LeRae, Kai et Toni Storm) bat l'équipe Shotzi (Blackheart, Ripley, Shirai et Ember Moon), Raquel effectuant le tombé sur la championne féminine  de la NXT Io Shirai. Trois jours plus tard à NXT, Raquel bat Ember Moon. Le 6 janvier lors de NXT New Year's Evil, Raquel bat Rhea Ripley lors d'un Last Woman Standing match.
Le 14 février lors de NXT TakeOver: Vengeance Day, Kai et Gonzallez remportent le Dusty Rhodes Women's Tag Team Classic (en) en battant Ember Moon et Shotzi Blackheart et deviennent premières aspirantes aux Championnats féminins par équipes de la WWE. Le 17 février à NXT, elles confrontent Shayna Baszler et Nia Jax. Le 3 mars à NXT, elles perdent contre Jax & Baszler et ne remportent pas les championnats par équipe de la WWE. Le 10 mars à NXT, William Regal remet à Raquel et Dakota les championnats féminins par équipe de NXT, faisant d'elles les premières championnes. Plus tard dans la soirée, elles perdent les titres contre Ember Moon & Shotzi Blackheart.

#### Championne deNXTet double championne par équipes deNXTavec Dakota Kai (2021-2022)
Le 7 avril à NXT TakeOver: Stand & Deliver, elle devient la nouvelle championne de NXT en battant Io Shirai, remporte le titre pour la première fois de sa carrière et son premier titre personnel. Le 13 juin à NXT TakeOver: In Your House, elle conserve son titre en battant Ember Moon.
Le 27 juillet à NXT, Dakota Kai effectue un Heel Turn en l'attaquant dans le dos avec un Running Kick. Le 22 août à NXT TakeOver: 36, elle conserve son titre en battant son ancienne partenaire dans un Ladder match. Après le combat, Kay Lee Ray la confronte.
Le 26 octobre à NXT: Halloween Havoc, elle ne conserve pas sa ceinture, battue par Mandy Rose dans un Trick or Street Fight match, ce qui met fin à un règne de 202 jours. Le 5 décembre à NXT TakeOver: WarGames, Cora Jade, Io Shirai, Kay Lee Ray et elle battent Toxic Attraction (Mandy Rose, Gigi Dolin et Jacy Jayne) et Dakota Kai dans un Women's WarGames match.
Le 30 mars 2022 à NXT, Dakota Kai effectue un Face Turn, se rallie avec elle et les deux catcheuses défient Toxic Attraction dans un match pour les titres féminins par équipes de NXT à NXT TakeOver: Stand & Deliver.
Le 2 avril lors du pré-show à NXT TakeOver: Stand & Deliver, elles redeviennent championnes par équipes de NXT, pour la seconde fois, en battant Toxic Attraction. Trois soirs plus tard à NXT, elles ne conservent pas leurs ceintures, battues par leurs mêmes adversaires.

#### Débuts àSmackDownet championne par équipe de la WWE avec Aliyah (2022-2023)
Le 8 avril à SmackDown, elle fait ses débuts dans le show bleu, sous le nom de Raquel Rodriguez. Le 29 avril à SmackDown, elle dispute son premier match en battant Cat Cardoza.
Le 2 juillet à Money in the Bank, elle ne remporte pas la mallette, gagnée par Liv Morgan. Le 29 août à Raw, Aliyah et elle deviennent les nouvelles championnes par équipe de la WWE en battant IYO SKY et Dakota Kai en finale du tournoi, remportant les titres pour la première fois de leurs carrières. Quatorze jours plus tard à Raw, elles perdent le match revanche face à ses mêmes adversaires, ne conservant pas leurs titres.
Le 28 janvier 2023 au Royal Rumble, elle entre dans le Royal Rumble match féminin en 22e position, élimine Nia Jax (avec l'aide de 9 Superstars féminines), Lacey Evans et Piper Niven avant d'être elle-même éliminée par la future gagnante, Rhea Ripley. Le 18 février à Elimination Chamber, elle ne devient pas aspirante no 1 au titre féminin de Raw à WrestleMania 39, battue par Asuka dans son tout premier Women's Elimination Chamber match.

#### Draft àRaw, double championne par équipes avec Liv Morgan et diverses rivalités (2023-2024)
Le 17 mars à SmackDown, elle s'allie officiellement avec Liv Morgan et ensemble, les deux catcheuses battent Tegan Nox et Emma.
Le 2 avril à WrestleMania 39, elles perdent face à Ronda Rousey et Shayna Baszler par soumission dans un Women's WrestleMania Showcase Fatal 4-Way Tag Team match qui inclut également Natalya, Shotzi, Chelsea Green et Sonya Deville. 8 soirs plus tard à Raw, elles deviennent les nouvelles championnes par équipes en battant Becky Lynch et Trish Stratus. Elle remporte les titres pour la seconde fois, tandis que sa partenaire les remporte pour la première fois de sa carrière. Le 1er mai à Raw, lors du Draft, elles sont annoncées être officiellement transférées au show rouge par Shawn Michaels. Le 19 mai à SmackDown, à la suite de la blessure à l'épaule de sa partenaire survenue la semaine passée, elles sont contraintes d'abandonner les ceintures. 10 soirs plus tard à Raw, Shotzi et elle ne remportent pas les ceintures, battues par Ronda Rousey et Shayna Baszler dans un Fatal 4-Way Tag Team match, qui inclut également Damage CTRL (Bayley et IYO SKY), Chelsea Green et Sonya Deville. Le 23 juin à SmackDown, Liv Morgan fait son retour de blessure après un mois d'absence à ses côtés, et les deux catcheuses confrontent Ronda Rousey et Shayna Baszler, qui ont unifié les titres féminins par équipes de la WWE et de NXT en battant Alba Fyre et Isla Dawn.
Le 1er juillet à Money in the Bank, elles redeviennent championnes par équipes de la WWE en prenant leur revanche sur les deux anciennes combattantes de la MMA. Elle remporte les titres pour la troisième fois, tandis que sa coéquipière les remporte pour la seconde fois. Le 17 juillet à Raw, elles ne conservent pas leurs ceintures, battues par Chelsea Green et Sonya Deville, ce qui met fin à un règne de 16 jours. Le 25 juillet, il est annoncé qu'elle souffre d'une blessure au genou gauche, à la suite de l'attaque subie par Rhea Ripley à Raw la semaine passée, et doit s'absenter pendant un mois. Le 21 août à Raw, elle revient de blessure et attaque l'Australienne pour se venger de ce que cette dernière lui a infligée. Elle annonce être apte à catcher et qu'Adam Pearce a officialisé un match entre les deux catcheuses pour le titre féminin mondial à Payback. Le 2 septembre à Payback, elle ne remporte pas le titre mondial féminin, battue par Rhea Ripley.
Le 4 novembre à Crown Jewel, elle ne remporte pas la ceinture, rebattue par sa même adversaire dans un Fatal 5-Way match, qui inclut également Nia Jax, Shayna Baszler et Zoey Stark.
Le 2 janvier 2024, elle souffre du syndrome d'activation mastocytaire et doit s'absenter pour une durée indéterminée. Le 19 février à Raw, elle fait son retour de maladie après 4 mois d'absence et se qualifie pour la Women's Elimination Chamber match en éliminant Chelsea Green en dernière dans une Women's Last Chance Battle Royal. Le 24 février à Elimination Chamber, elle ne devient pas aspirante no 1 au titre mondial féminin à WrestleMania XL, battue par Becky Lynch dans un Women's Elimination Chamber match. Le jour même après le PLE, la maladie la frappe de nouveau et elle est encore contrainte de s'absenter pour une durée indéterminée.

#### Retour, The Judgment Day et quintuple championne par équipes avec Liv Morgan et Roxanne Perez (2024-...)
Le 5 octobre à Bad Blood, elle fait son retour après 7 mois d'absence, en tant que Heel, fait perdre Liv Morgan face à Rhea Ripley par disqualification en attaquant cette dernière, mais permet à la première de conserver sa ceinture. Elle devient également garde du corps de son ancienne partenaire en équipe et membre du Judgment Day. Le 30 novembre aux Survivor Series: WarGames, Nia Jax, Candice LeRae, Tiffany Stratton, sa partenaire et elle perdent face à Naomi, Bayley, Bianca Belair, Rhea Ripley et Iyo Sky dans un Women's WarGames match.
Le 1er février 2025 au Royal Rumble, elle entre dans le Women's Royal Rumble match en 26e position, mais se fait éliminer par la catcheuse samoane après 15 minutes de match. 23 soirs plus tard à Raw, Liv Morgan et elle redeviennent championnes par équipes, pour la troisième fois, en battant Naomi et Bianca Belair.
Le 20 avril à WrestleMania 41, elles ne conservent pas leurs ceintures, battues par Lyra Valkyria et Becky Lynch. Le lendemain à Raw, elles redeviennent championnes par équipes, pour la quatrième fois, en prenant leur revanche sur leurs mêmes adversaires. Le 20 juin, Liv Morgan souffre d'une blessure à l'épaule droite et doit s'absenter pendant 6 mois. 10 soirs plus tard à Raw, Roxanne Perez remplace temporairement cette dernière à ses côtés et devient officiellement une nouvelle membre du Judgment Day,. 
13 soirs plus tard à Evolution, les deux catcheuses conservent leurs titres en battant Sol Ruca et Zaria, Alexa Bliss et Charlotte Flair et les Kabuki Warriors (Asuka et Kairi Sane) dans un Fatal 4-Way Tag Team match. Le 2 août à SummerSlam, elles ne conservent pas leurs ceintures, battues par la précédente seconde équipe adverse dans un match revanche.

## Palmarès
- World Wrestling Entertainment
  - 5 fois championne par équipes - avec Aliyah (1) et Liv Morgan (5) (remplacée temporairement par Roxanne Perez)
  - 1 fois championne de NXT [69]
  - 2 fois championne par équipes de NXT - avec Dakota Kai[70]
  - Dusty Rhodes Women's Tag Team Classic (en) 2021 avec Dakota Kai[71]

## Récompenses des magazines
- Pro Wrestling Illustrated

| Année | 2021 | 2022 | 2023 |
| ----- | ---- | ---- | ---- |
| Rang  | 10   | 85   | 59   |

## Vie privée
Depuis le 10 janvier 2022, elle est en couple avec le catcheur de la WWE, Braun Strowman.